# De Heuvel (Buren)
De Heuvel is een buurtschap in de Nederlandse gemeente Buren, gelegen in de provincie Gelderland. Het ligt in het noordwesten van de gemeente, iets onder Beusichem. De buurtschap bestaat slechts uit twee straten: De Heuvel en Pieterssteeg.
Hoofdplaats: Maurik

Stad: Buren

Dorpen: Asch · Beusichem · Buurmalsen (deels) · Eck en Wiel · Erichem · Ingen · Kapel-Avezaath (deels) · Kerk-Avezaath (deels) · Lienden · Ommeren · Ravenswaaij · Rijswijk · Zoelen · Zoelmond

Buurtschappen: Aalst · Bontemorgen · De Bosjes · Essebroek · Ganzert · De Heuvel · Hoog Kana · Hoogmeien · Klinkenberg · Leutes · Luchtenburg · Lutterveld · De Mars · Meerten · Meertenwei · Ommerenveld · Twee Sluizen · Zandberg · Zevenmorgen · Zwarte Paard

Gelderland: Steden en dorpen in Gelderland      Nederland: Provincies · Gemeenten